# Поляков Олександр Андріанович
Поляков Олександр Андріанович (? — ?) — командир полку Дієвої Армії УНР.

## Біографія
Станом на 1 січня 1910 року — штабс-капітан 6-го Східно-Сибірського гірського артилерійського дивізіону (станція Іман, Далекий Схід). Останнє звання у російській армії — полковник.
З 7 вересня 1918 року — командир 29-го легкого гарматного полку Армії Української Держави, згодом — Дієвої Армії УНР. З 30 січня 1919 року — командир 57-го гарматного дієвого полку Дієвої Армії УНР.
Восени 1919 року перейшов на бік білих, служив у Збройних Силах Півдня Росії та Російській армії П. Врангеля. 
Білоемігрант. 
Подальша доля невідома.